# Kanji Ichikawa
Kanji Ichikawa (市川 寛二 Ichikawa Kanji?) (12 de octubre de 1974), más conocido por su nombre artístico Stalker Ichikawa (市川 寛二 Sutōkā Ichikawa?), es un luchador profesional japonés famoso por sus apariciones en Dragon Gate, donde se halla actualmente.

## Carrera
Ichikawa tuvo un extensivo entrenamiento en lucha amateur, antes de entrar en el Último Dragón Gym.

### Toryumon (1998-2004)
Ichikawa debutó en Toryumon el 12 de diciembre de 1998 bajo el nombre de Stalker Ichikawa (市川 寛二 Sutōkā Ichikawa?), siendo derrotado por Yasushi Kanda en un corto combate. Su gimmick, que conservaría el resto de su carrera, fue caracterizado como el de un individuo de atuendo y personalidad sumamente excéntricos, luchando con un ajustado disfraz de diablo negro con una capucha con grandes orejas y antenas, llevando siempre el vientre al descubierto para mostrar un mensaje escrito en él, y rematando la guisa con un tridente de juguete y abundante maquillaje. Bajo esta personalidad, que estaba basada en un personaje del programa televisivo de variedades Ore tachi Hyoukin-zou, Ichikawa se presentó como un luchador de comedia caracterizado por una extremadamente baja habilidad de lucha, que le hacía perder todos los combates en cuestión de segundos; de hecho, tardaría años en lograr una sola victoria.
Al poco de su debut, entró en un feudo con otro personaje de comedia, Tsubo Genjin, contra el que luchó varias veces. Más tarde, conseguiría más fama enemistándose con TARU, con el que tuvo una larga serie de combates en los que ambos parodiaban a famosos luchadores, durando años enteros la rivalidad. Sorprentemente, Ichikawa consiguió su primera victoria al hacer equipo con TARU en un combate contra M2K (Masaaki Mochizuki & Yasushu Kanda), por lo que fue convertido en un miembro honorífico del grupo heel Crazy MAX (CIMA, TARU, SUWA & Dandy Fujii), a pesar de seguir siendo face; pero, después de causar múltiples derrotas y desmanes diversos al equipo, fue expulsado de él, con sus miembros argumentando que no encajaba con su imagen.
Más tarde, Stalker inauguró una larga serie de desafíos a famosos luchadores y leyendas de Japón, a los que propuso acudir a Toryumon para enfrentarse a él. Previsiblemente, Ichikawa perdió todos los combates en un tiempo inferior a los cinco minutos contra oponentes como Masashi Aoyagi, The Great Kabuki, Kintaro Kanemura, Mitsuhiro Matsunaga y demás.

### Dragon Gate (2004-presente)
Poco después del cierre de Toryumon Japan debido a la partida de Último Dragón, quien se llevó el nombre de Toryumon con él, gran parte del plantel inició la empresa Dragon Gate. Su rol en ella fue el mismo, y su lista de luchadores a los que desafiar (inútilmente) continuó con invitados de la talla de Yoshihiro Takayama, Toshiaki Kawada, Minoru Suzuki, Genichiro Tenryu e incluso luchadoras como Akira Hokuto, Aja Kong y Amazing Kong. Además, Ichikawa haría apariciones fuera de la empresa en relaciones con otros luchadores de comedia como él, tales como DJ Nira de Kaientai Dojo o Futoshi Miwa de Dramatic Dream Team.
El 21 de julio de 2008, Stalker debutó el personaje de ICHIKAWA, una versión malvada de sí mismo que usaba un uniforme azul, al igual que SASUKE había sido para The Great Sasuke. Una semana después, Kanji consiguió su primera victoria en años sobre nada menos que Sasuke, realizándole el pinfall cuando Sasuke falló un highspot particularmente peligroso (y que visiblemente no iba a funcionar, típico del gimmick de Sasuke).

## En lucha
- Movimientos finales
  - Ina Bauer German[3] (Bridging German suplex)[4]

- Movimientos de firma
  - 735[1][2] (Tiger feint kick)
  - Arm wrench inside cradle pin[1][2]
  - Dropkick
  - Diving crossbody
  - Hurricanrana
  - Kancho[1][2]
  - Shining wizard
  - Sleeper hold

- Apodos
  - "Hollywood" Stalker Ichikawa[1][2]
  - "Ich-chan"[1]

## Campeonatos y logros
- Dragon Gate
  - Dragon Gate Open the Owarai Gate Championship (4 veces)

## Récord en artes marciales mixtas
| Resultado | Récord | Oponente          | Método                      | Evento         | Fecha                   | Ronda | Tiempo | Localización |
| --------- | ------ | ----------------- | --------------------------- | -------------- | ----------------------- | ----- | ------ | ------------ |
| Derrota   | 0-1    | Yasuhito Namekawa | Sumisión (guillotine choke) | DEEP 33 Impact | 12 de diciembre de 2007 | 1     | 2:22   | Japón        |